# Syrië op het Türkvizyonsongfestival
Syrië nam in de derde editie in 2015 deel aan het Türkvizyonsongfestival. Het land heeft in totaal 1 keer deelgenomen aan het festival.

## Geschiedenis

### 2015
Pas eind november, een kleine maand voor het festival van start ging, meldde Syrië zich aan voor deelname. De omroep besloot intern te bepalen welke artiest naar het festival mocht gaan. De keuze viel op Adil Şan en zijn nummer Geliş. In Istanboel traden alle 21 deelnemers aan in één grote finale. Syrië was als negentiende aan de beurt, na de inzending van Servië en voor gastland Turkije. Een vijfde plaats werd het eindresultaat. Şan werd nadien ook nog beloond met de Friendly prize-award.

### 2020
Toen het festival in 2020 heropgestart werd, nam Syrië niet meer deel.

## Syrische deelnames
| Jaar | Artiest  | Titel | Fin. | Ptn. | Semi | Ptn. | Taal  |
| ---- | -------- | ----- | ---- | ---- | ---- | ---- | ----- |
| 2015 | Adil Şan | Geliş | 5    | 165  |      |      | Turks |

| Kleur | Betekenis      |
| ----- | -------------- |
|       | Eerste plaats  |
|       | Tweede plaats  |
|       | Derde plaats   |
|       | Laatste plaats |
|       | Gastland       |